# マドレーヌ (児童文学)
『マドレーヌ』（Madeline）は、オーストリア生まれの絵本作家・ルドウィッヒ・ベーメルマンス（Ludwig Bemelmans, 1898年4月27日 - 1962年10月1日）が1939年に出版した『げんきなマドレーヌ（原題：Madeline）』を第1作とする絵本シリーズ及び主人公の名前。
作者の死後は、孫であるジョン・ベーメルマンス・マルシアーノの手で描き継がれている。
アメリカを始めとして様々な国で翻訳され今もなお読み継がれるベストセラー作品となっており、日本においては、作者の存命中に描かれた初期の5作品が1970年代初頭に瀬田貞二による訳で福音館書店から出版され、死後に出版された『マドレーヌのクリスマス』及びジョン・べーメルマンス・マルシアーノの手による続編作品は2000年代以降から江國香織による翻訳でBL出版から発売されている。

## ストーリー
マドレーヌはフランス・パリにある寄宿舎に住むアメリカ生まれの女の子。共に暮らす12人の女の子の中では、一番背がちっちゃいけれど一番元気で一番勇敢なお転婆娘。そんな彼女を始めとすると女の子たちと寄宿舎の先生がヨーロッパ中を冒険する物語。

## シリーズ作品
げんきなマドレーヌ(原題：Madeline)
パリのツタの絡まる古い寄宿舎に暮らす12人の女の子。その中で一番ちっちゃいけど一番元気な子が、マドレーヌ。
ある夜、先生のミス・クラベルが胸騒ぎを覚えてかけつけると、マドレーヌは腹痛を訴え、真っ赤に目を泣き腫らしていました。盲腸炎と診断されたマドレーヌは、みんなと別れて入院することに………。　
マドレーヌといぬ(原題：Madeline's Rescue)
ある日の朝のお散歩、マドレーヌが元気が良すぎてセーヌ川に落ちてしまったからさあ大変。そんなとき、川に飛び込んでマドレーヌを助けてくれた一匹のノラ犬に、みんなはジェヌヴィエーヴと名付けて寄宿舎で飼う事にしたのですが、評議委員による学校検査の日が近付いてきて……。
マドレーヌといたずらっ子(原題Madeline and the Bad Hat)
学校のお隣に、スペイン大使夫妻が引越しして来ました。大使夫妻の一人息子のペピートはとんでもないいたずら小僧 ! 度を越したいたずらに、みんなは次第に我慢の限界を超えてしまうのですが………。
マドレーヌとジプシー(原題： Madeline and the Gypsies)
ペピートの招待でジプシーサーカスにやってきたマドレーヌたち。しかし、ひょんなことからマドレーヌとペピートはみんなからはぐれてしまい、サーカス団の一員として巡業の旅に出ることになりました。楽しい日々を過ごす一方で、ミス・クラベルはハラハラし通し。そして、水晶玉を通してミス・クラベルがマドレーヌたちを探していることを知ったジプシー母さんは、絶対に子どもたちを手放すまいと、2人を……。
ロンドンのマドレーヌ(Madeline in London)
スペイン大使夫妻が仕事の都合によりパリを離れ、ロンドンに引っ越さなければならなくなりました。女の子たちとペピートは、泣いて別れを惜しみます。ペピートは寂しさと悲しさのあまり、棒のようにやせ細ってしまい、困った夫妻は、ミス・クラベルと女の子たちをロンドンに招くことにしました。その日はちょうどペピートの誕生日。女の子たちはペピートが欲しがっている「馬」を探してロンドンの町を歩き回るのですが………。
アメリカのマドレーヌ (原題Madeline in America: And Other Holiday Tales)
ある日マドレーヌ宛に、テキサス州に住むひいおじいさんが亡くなったことを知らせる海外電報が届きました。ひいては遺言書の公開のため、マドレーヌにテキサスに来て欲しいというのです。ミス・クラベルとマドレーヌたちは、テキサスに来てビックリ! マドレーヌのひいおじいさんは驚くほどの大金持ちだったのです。「すばらしいわ!」と有頂天になるマドレーヌや女の子たちを見て、ミスクラベルは「甘やかしすぎだ」と困惑気味。そんな中、マドレーヌが行方不明になるという事件が起きてしまいます。マドレーヌは無事なのでしょうか。そして遺言書に書いてあったこととは、果たして………。
マドレーヌのクリスマス (Madeline's Christmas)
クリスマスの前日の夜。折悪しく、みんなは風邪をひいて寝込んでいます。ただ１人元気で、テキパキと働くマドレーヌの所へ一人の怪しげなじゅうたん商人がやってきます。「足が冷えなくていいわ」と、マドレーヌは12人分のじゅうたんを商人から買うのですが………。
ちいさなマドレーヌ (原題：Madleine)
「げんきなマドレーヌ」の様々なシーンを楽しめる仕掛け絵本。あのシーンはどうなっているのかな?
マドレーヌのメルシーブック いつもおぎょうぎよくいるために(原題：Madeline Says MerciThe Always-Be-Polite Book)
いつもお行儀よくいるためにはどんな心構えが必要か、どういう風に行動をすれば良いか、マドレーヌとペピートたちが様々なマナーを紹介しながら分かり易く教えてくれるマナーブック。
マドレーヌとどうぶつたち (原題：Madeline Loves Animals)
マドレーヌと動物たちとの温かな触れ合いに溢れる1日の生活を描くおしゃれなボードブック。
マドレーヌ、ホワイトハウスへいく(原題：Madeline at the White House)
アメリカのホワイトハウスへと招かれたマドレーヌたちは、大統領の娘ペネロペと共に、イースターのお祭りを楽しみます。そして、お別れの前の晩に、とあるステキな出来事が……。
マドレーヌとローマのねこたち (原題：Madeline and the Cats of Rome)
どんよりと薄暗いパリの町を離れてローマへと旅立ったマドレーヌたちは、美しいローマの街並に胸を躍らせます。しかしミス・クラベルのカメラが泥棒にひったくられてしまい、勇敢なマドレーヌはただ独り泥棒を追いかけ、ローマの街を奔走します。その先でマドレーヌが目にしたものは……？
マドレーヌとパリのふるいやしき (原題：Madeline and the Old House in Paris)
女の子たちの住むお屋敷には、実は他にも住人がいたのです。
パリの、ツタの絡まる古いお屋敷。その成り立ちが、マドレーヌたちが遭遇する不思議な出来事を通じて明かされます。

## 備考
- マドレーヌの名前は、1935年に結婚したベーメルマンスの妻Madeline Freundからとられている。
- 「マドレーヌといぬ」ではCaldecott賞を受賞した。
  - しかし本人は受賞したことを大層驚いており、公の場に出るのを嫌って、妻を授賞式に出席させたという。[3]
- 作者の母は若い頃、修道院が運営する寄宿学校で生活していた経験があり、そのことを幼少時の作者によく話して聞かせていたことと、作者が海外旅行中に入院した先の病院で盲腸で入院している女の子に出会ったことが、この作品のインスピレーションに繋がった。[3]
- 公式グッズとして発売されているマドレーヌのぬいぐるみには、絵本のエピソードにちなんで腹部に盲腸の手術の痕が付けられている
- 原作第1作ではマドレーヌが入院した後の食事のシーンで、11人のはずの女の子が12人になっている。作者によれば自身のミスであり読者の指摘によって判明したが、あえて改定せずに残したという。仕掛け絵本版では、11人の女の子たちが寝ている最後のページで、入院しているはずのマドレーヌが寝ている。
- マドレーヌ以外の11人の女の子については、原作では特に名前は出てこないが、アニメ版ではそれぞれ「ニコル、ダニエル、クロエ、イヴェット、ルル、シルヴィエ、エリー、アンヌ、ノナ、ジャニーヌ、モニーク」と名付けられており、TVシリーズの途中からそれぞれ人種が異なると設定された。公式グッズのぬいぐるみではマドレーヌ以外にアニメシリーズでの名前を冠した11人の女の子たちのぬいぐるみも発売されている。
また、実写映画版では、新たに「ルシンダ、シルヴェッタ、マリー・オディール、ベアトリーチェ、エリザベス、ベロニカ、シャンタール、セレーナ、ロロ、ヴィクトリア、アギー」と名付けられており、全員白人の子役が演じている。
- 「アメリカのマドレーヌ」及び「マドレーヌのメルシーブック」はベーメルマンスの遺作として未完の状態で残され、スケッチやメモなどを元に孫のジョン・ベーメルマンス・マルシアーノが完成させた。色使いや筆致などに祖父との相違が大きく見られる。また、それ以降も彼によって正式なシリーズ作品が描き継がれている。
- 「マドレーヌのクリスマス（Madeline's Christmas）」は、同内容及び同タイトルで雑誌に掲載された後、作中に登場する魔術師に焦点を当てたストーリーに推敲され「Madeline and the Magician」のタイトルで絵本として出版される予定であり、ベーメルマンスが亡くなったのはその改訂作業中のことであった。（一旦完成させた作品を雑誌に掲載し、読者の反応に基づいて改定した後に改めて絵本として完成させて出版するという制作スタイルをとっていた）作者の死後、改訂前の作品をそのまま絵本として出版するに当たり、原画が見当たらなかったため、雑掲載雑誌から写真撮影で写し取った挿絵を引き伸ばしてコピーし、その上から彩色を施した上で絵本として出版された。[3]

## 日本語版訳者
瀬田 貞二
げんきなマドレーヌ - (1972年)
マドレーヌといぬ - (1973年)
マドレーヌといたずらっこ - (1973年)
マドレーヌとジプシー - (1973年)
ロンドンのマドレーヌ - (1973年)
江國香織
マドレーヌのクリスマス - (2000年11月)
ロンドンのマドレーヌ - (2001年11月)
アメリカのマドレーヌ - (2004年10月)
マドレーヌのメルシーブック いつもおぎょうぎよくいるために - (2005年4月)
マドレーヌとどうぶつたち - (2006年7月)
マドレーヌとローマのねこたち - (2009年7月)
マドレーヌ、ホワイトハウスにいく - (2011年3月)
マドレーヌとパリのふるいやしき - (2014年10月)
俵万智
マドレーヌのクリスマス(1989年12月 佑学社 ※絶版)

## 映像作品

### ドラマ
ハリウッド女優シャーリー・テンプルが子役時代に出演した『シャーリー・テンプル・シアター』の一編として、1960年に映像化された。

### アニメ
原作者存命中の1959年に原作第1作が、1960年に続編の3作品が短編アニメ化された。
初のテレビ向け作品として、1989年に原作第1作が、1990年に原作第2作目以降の5つの作品がそれぞれDIC制作、CINAR制作によりアニメ化された。スペシャル版第1作を制作したDIC社により、テレビアニメシリーズが制作され1993年から2000年代前半に渡って全3シーズン、長編作品3本が制作された。

### 実写映画
1998年にベーメルマンス生誕60周年を記念して、ハリウッドで実写映画化された。
監督はデイジー・フォン・シェーラ・マイヤーミス・クラベル役にフランシス・マクドーマンド、マドレーヌ役にはハティ・ジョーンズ。日本では劇場未公開で、1999年にソニー・ピクチャーズ エンタテインメントからビデオが発売された他、テレビの映画専門チャンネル他で放送された。